# Valérie Lambert
Valérie Lambert (* 29. September 1988 in Sherbrooke) ist eine kanadische Shorttrackerin.
Sie begann schon mit vier Jahren mit Eisschnelllaufen und wechselte später zum Shorttrack. Sie startet für den Verein CPV Sherbrooke und wird am Leistungszentrum in Montreal von Sébastien Cros und Jeffrey Scholten trainiert. Im Jahr 2005 startete Lambert erstmals bei den nationalen Meisterschaften im Erwachsenenbereich, konnte sich jedoch nicht auf vorderen Rängen platzieren. Die erste internationale Meisterschaft bestritt Lambert im Jahr 2007. Bei der Juniorenweltmeisterschaft in Ostrava belegte sie Rang zehn im Mehrkampf und gewann mit der Staffel Bronze. In der Saison 2007/08 debütierte sie im Weltcup und errang gleich in ihrem ersten Rennen Rang sieben über 500 m. Bei der Juniorenweltmeisterschaft in Bozen wiederholte sie indes den Gewinn der Bronzemedaille mit der Staffel. In der folgenden Saison 2008/09 erreichte Lambert im Weltcup mehrmals über 500 m und 1000 m ein Halbfinale. Lambert konnte sich dann erst in der Saison 2010/11 wieder für das kanadische Weltcupteam qualifizieren und feierte bei den Heimweltcups in Montreal und Québec ihre bislang besten Weltcupergebnisse. Über 500 m wurde sie einmal Dritte und mit der Staffel einmal Zweite und einmal Dritte.